# El Salobral
El Salobral es un barrio rural (pedanía) del municipio español de Albacete, en la comunidad autónoma de Castilla-La Mancha. Situado al sur de la capital provincial, con la que se comunica por la carretera CM-3203, contaba en 2020 con 1020 habitantes según el INE.

## Geografía
La localidad está situada a unos 700 m de altitud. Se encuentra ubicada a 14 km al sur de la ciudad de Albacete, conectada directamente por la carretera CM-3203. El Salobral se encuentra cerca de la pedanía de Los Anguijes.
A medio camino entre El Salobral y la ciudad de Albacete, se encuentran el aeropuerto de Albacete, la Base Aérea de Los Llanos, la Maestranza Aérea de Albacete, la Escuela de Pilotos TLP de la OTAN y el Parque Aeronáutico y Logístico de Albacete. Uno de los principales productos agrícolas de la zona son las patatas.

## Historia
En 2012, el pueblo fue noticia cuando un hombre de 39 años identificado como Juan Carlos Alfaro Aparicio asesinó a tiros a una menor de 13 años de la que decía estar enamorado y a un hombre de 40 años antes de suicidarse días después

## Demografía
Según datos del INE de 2017, la pedanía cuenta con 1052 habitantes. La modernización de la agricultura y la ganadería han hecho que la población haya disminuido considerablemente en las últimas décadas.

## Fiestas

### San Marcos Evangelista

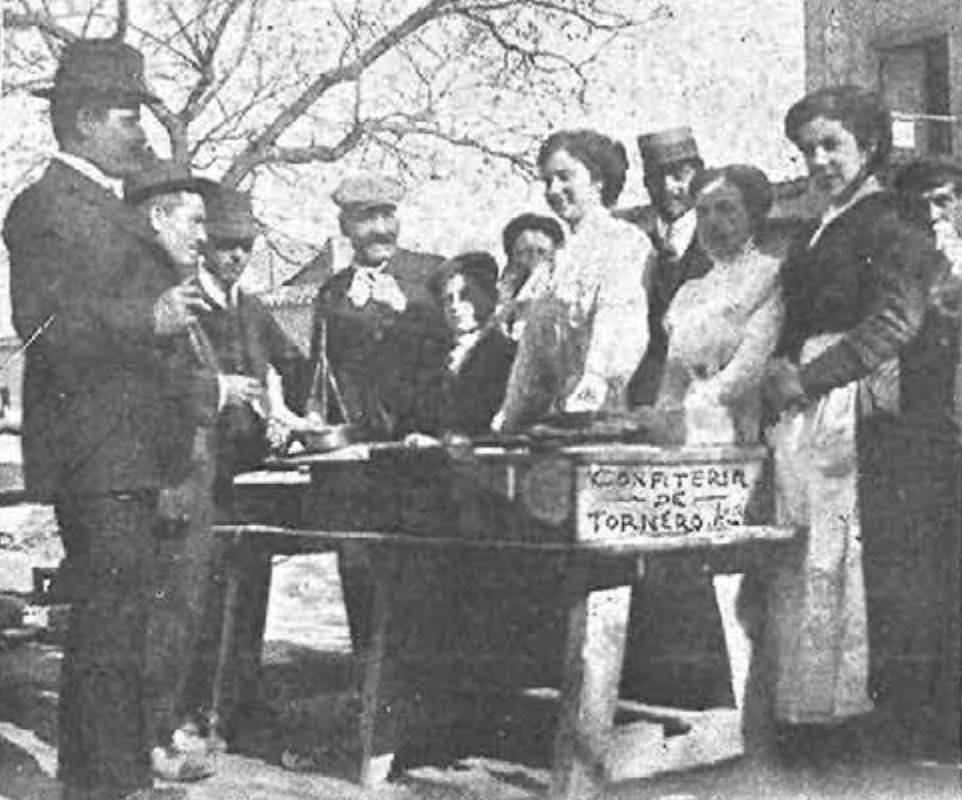
Un puesto de confituras de los muchos que concurrían a la fiesta celebrada el día de San Marcos (1913)

La fiesta principal de El Salobral se celebra el 25 de abril, día de San Marcos Evangelista. Ese día se realiza la misa en honor de San Marcos y una procesión por el pueblo, donde cuatro hombres se van sustituyendo para cargar una estatua del patrón del pueblo, realizando una parada en la cruz de San Marcos, situada en la entrada al pueblo frente a la carretera de Albacete. Es típico este día, la realización de una gazpachada, donde se degustan los gazpachos manchegos acompañados con un vaso de vino por cortesía del alcalde pedáneo y la Junta de Barrio.

### Fiestas de la Patata
Se celebran en el segundo fin de semana de octubre. Durante los 4 días que dura esta fiesta, se llevan a cabo diversas actividades. El primer día los escolares realizarán trabajos manuales con patatas, que posteriormente un jurado votará para elegir los dos mejores de cada ciclo escolar. Se realiza también un concurso donde se recogen productos del campo y concurso de cocina con platos que contengan un 80 % de patata. A las 21:00 se realiza la apertura a la Exposición de la Patata, por la Reina y las Cortes de Honor de las Fiestas.